# Robur Basket Osimo
Il Gruppo Sportivo Robur Basket Osimo è la principale società di pallacanestro maschile di Osimo. Disputa attualmente le proprie partite casalinghe al PalaBellini di Osimo.

## Storia
La pallacanestro ad Osimo arrivò nel 1947 ed inizialmente fu circoscritta solo a tornei locali e al campionato del Centro sportivo italiano. Nel 1959 una squadra si iscrisse ad un campionato organizzato dalla Federazione Italiana Pallacanestro: la Robur di Claudio Rossi. La società partì dalla Prima Divisione, vincendo subito il proprio girone e venendo promossa in Promozione. Nel 1962 la Robur conquistò un'altra promozione in Serie B regionale, che disputò fino al 1964.
Nel 1966 si ripartì dalla Serie D. Nel 1967-68 la Robur venne promossa in Serie C. Nel 1971 venne inaugurato ad Osimo il primo palasport al coperto: il Campo Diana. Nel 1973-74 e nel 1976-77 arrivarono altre due promozioni in Serie B, in cui la squadra rimase sempre una sola stagione.
Nel 1980 la squadra tornò in Serie B rinforzata, e già al primo anno sfiorò la promozione in Serie A2. Nel 1985-86 la squadra venne penalizzata dalla riforma dei campionati, perdendo il diritto di disputare la nuova Serie B1 e passando in Serie B2. Nel 1989 la Robur retrocesse in Serie C.

La Robur 2001-02 che conquistò la prima promozione in Legadue

Dopo varie vicissitudini societarie, tra le stagioni 1999-00 e 2001-02 la Robur di coach Alessio Baldinelli riuscì a centrare tre promozioni consecutive, passando così dalla Serie C1 alla Legadue. L'ultima di queste tre stagioni, ovvero l'annata che portò Osimo per la prima volta nella seconda serie nazionale e che vide protagonisti, tra gli altri, Óscar Chiaramello, Giovanni Setti, Andrea Gnecchi, Edoardo Peretti, si concluse il 23 maggio 2002 con la vittoria esterna a Sassari che sancì il 2-0 nella serie finale play-off.
Con il salto di categoria, la squadra dovette disputare le proprie partite casalinghe al palasport di Porto San Giorgio, in quanto l'impianto osimano non rispettava i requisiti richiesti. Il primo anno in Legadue si concluse con la salvezza diretta, visto il 10º posto in classifica su 14 squadre. Il miglior realizzatore stagionale di quella squadra fu l'americano Derell Washington, con 23,8 punti di media.
Anche l'anno seguente (2003-04) venne trascorso a Porto San Giorgio, ed anche in questo caso arrivò la salvezza con un 11º posto finale, grazie anche alle prestazioni di Darryl Wilson (25,1 punti a partita) e Damon Williams (24,8 punti con 8,9 rimbalzi).
La stagione 2004-05, passata al PalaRossini di Ancona per quanto riguarda le partite casalinghe, fu piuttosto travagliata. Il 3 novembre coach Baldinelli (autore in precedenza delle tre promozioni consecutive) fu costretto a lasciare la panchina a causa di una malattia che lo avrebbe portato alla morte pochi mesi dopo, il 28 febbraio 2005. Nel frattempo la società dovette continuare a fare i conti con la propria situazione debitoria, mentre in campo la squadra occupava le zone basse della classifica. Il campionato venne terminato all'ultimo posto, con sole 6 vittorie ottenute nell'arco di 30 giornate.
Retrocessa dunque in Serie B d'Eccellenza e tornata al PalaBellini di Osimo, nel 2005-06 la squadra perse le finali play-off contro Soresina. Nel 2006-07, trascorso presso il nuovo impianto cittadino, il PalaBaldinelli, perse le finali contro Pistoia, mentre nel campionato 2007-08 arrivò un'eliminazione ai quarti di finale contro Latina. Nell'agosto 2009 venne riammessa dalla giustizia sportiva nella Serie A Dilettanti, da cui era stata qualche settimana prima esclusa. Dopo essere arrivata al quarto posto nel 2008-09 ed all'undicesimo nel 2009-10, l'anno successivo retrocesse in quarta serie dopo una disastrosa stagione con sole 2 vittorie all'attivo su 30 partite. Nella stagione 2011-2012 rimase inattiva per problemi economici, ma ripartì l'anno successivo con l'iscrizione alla Serie C Regionale. La rinascita fu però breve: al termine della stagione sportiva 2015-16, infatti, la società (che nel frattempo dal 2014 era tornata a giocare al PalaBellini) non rinnovò l'iscrizione al campionato.. Dopo una stagione di collaborazione con la società di Falconara Marittima, la Robur tornò in campo e si iscrisse al campionato di Serie C dove giocò le sue gare casalinghe al PalaBellini. Nel 2017-18 concluse la regular season all'8º posto del campionato di Serie C Silver, perdendo ai quarti di finale play-off contro Il Campetto Ancona. Nella stagione 2018-19 partecipò al campionato di Serie C Gold (Umbria, Marche, Abruzzo e Molise).

## Sponsor
- 1966-1980: Lenco
- 1982-1985: Verdicchio Vini Doc
- 1986-1989: Camo Conad
- 1989-1995: Catena Building
- 1995-1999: G.R. Elettronica
- 1999-2000: G.R. Accorroni
- 2000-2001: Fastnet
- 2001-2004: Porte Garofoli
- 2004-2007: Imesa
- 2007-2010: Edilcost
- 2018-2019: Conad
- 2019-2021: Si Con Te Superstore